# Pancho Carter
Duane Carter, Jr. (Racine, 11 de junho de 1950), conhecido apenas como Pancho Carter, é um ex-piloto automobilístico norte-americano, conhecido por sua passagem pela extinta CART (Champ Car), principalmente na década de 1980.
Estreou em 1974, quando a categoria ainda era gerenciada pela USAC, onde competiria até 1978 (correu 5 edições das 500 Milhas de Indianápolis durante este período), até a cisão com a CART no ano seguinte. Nos anos 80, Carter viveu sua melhor temporada em 1981, quando conquistou sua única vitória na categoria, tendo marcado 166 pontos e garantindo o terceiro lugar.
Correu regularmente até 1983, participando de outras provas (incluindo a Indy 500) nos anos seguintes. Após 133 corridas disputadas seguidamente, Carter deixou de disputar uma etapa pela primeira vez em sua carreira em 1988, quando falhou em se classificar para a Indy 500 do mesmo ano, sendo também a primeira vez que ele não marcou pontos desde sua chegada à CART. Sua última corrida foi outra edição das 500 Milhas, em 1994, pela McCormack Motorsports, também não se classificando.
Pancho encerraria sua carreira em 1995, após disputar a NASCAR Craftsman Truck Series. Ele havia competido ainda na NASCAR Winston Cup no mesmo ano, disputando provas da categoria desde 1985, em paralelo com a CART.

## Carreira Automobilística

### Carros Minúsculos
A carreira nacional de Carter começou correndo carros minúsculos, ou carros rápidos como são chamados na Austrália. Pancho vencer o campeanato de carros minúsculos USAC de 1972. Também venceu a competição Hut Hundred de 1972 e 1975. Teve 23 vitórias na categoria até sua retirada em 1978. 

### Categoria Sprint Cars
Ele venceu em 1974 e 1976 o campeonato nacional USAC de sprint cars. Ele foi o primeiro motorita a vencer as duas categorias de USAC, carros minúsculos e sprint cars. Ele também leva vitórias na 3a categorias USAC, a de carros de terra (Dirt Cars).

### Indy Cars
Ele dirigiu suas primeiras 500 Milhas de Indianápolis em 1974. Ele terminou em sétimo na corrida e recebeu o título de Rookie of the Year. (Novato do Ano). Em 1981, ele terminou em terceiro no campeonato CART e conquistou sua única vitória na Indy Car no Michigan International Speedway. Ele terminou em terceiro nas 500 milhas de Indianápolis em 1982, atrás do agora famoso duelo entre Gordon Johncock e Rick Mears. Em 1985, Carter dirigiu o novo motor Buick V6 para a pole position do Indianápolis 500 de 1985. Ele se aposentou com problemas mecânicos depois de completar apenas seis voltas, tornando-se o primeiro pole position desde Cliff Woodbury a terminar em último lugar. Seu último ano como piloto em tempo integral da Indy Car foi em 1990 e sua última aparição em um Indy Car foi falhar na qualificação para o Indianápolis 500 de 1994. Nos anos mais recentes, Carter atuou como observador de Sam Hornish Jr., Vítor Meira, Dillon Battistini, Dan Wheldon, Martin Plowman e Adrián Campos Jr. Em 2019 ele foi o spotter para o novato Santino Ferrucci, que também terminou em 7º e foi o Rookie of the Year, assim como Carter em sua estreia na Indy 500

### NASCAR
De 1985 a 1995, Pancho correu 14 corridas da NASCAR Winston Cup Series para vários proprietários. Sua primeira largada foi em Darlington Raceway em 1985, que foi a Southern 500. A corrida ficou mais conhecida por Bill Elliott travar o Winston Million, Carter terminou em 22º. Carter começou a temporada de 1986 dirigindo pela Elmo Langley; na Daytona 500 de 1986, ele e Kyle Petty se envolveram em um acidente na curva um, terminando assim em 34º lugar. Depois de três corridas com a equipe de Langley, ele passou a dirigir para Roger Hamby, competindo em mais seis corridas naquele ano; ele postou seu melhor resultado da carreira na NASCAR com Hamby, um décimo sétimo lugar no Michigan International Speedway. Em 1990, ele competiu no Atlanta Motor Speedway, dirigindo para Paul Romine; ele dirigiu pela Donlavey Racing na Charlotte Motor Speedway em 1992, e suas duas últimas corridas na competição da Winston Cup foram para a Triad Motorsports em Atlanta Motor Speedway em 1994, onde ele empatou seu melhor resultado da carreira, e Pocono Raceway em 1995. Em 1995, Pancho também participou de duas corridas da Craftsman Truck Series, pilotando pela Enerjetix Motorsports.

## Atualmente
Hoje Carter atua como olheiro pela Dale Coyne Racing. 